# با آتن إم حب
با أتن إم حب أو با آتون إم حب ("آتون في عيد"):211 كان مسؤولًا مصريًا قديمًا عمل تحت حكم الملكين أمنحتب الثالث وأخناتون من الأسرة الثامنة عشرة.

## السيرة الذاتية
ابن رجل يدعى بتاح معي،:11 وصل با أتن إم حب إلى رتبة قائد الجيش في عهد إخناتون.:242
دفن في مقابر النبلاء في تل العمارنة (TA24).:154 كان القبر بالكاد بُدئ في إنشائه، حتى أن السلالم الهابطة كانت محفورة بشكل خشن. النقوش القليلة من المدخل لم تعد مرئية، لكن تم تسجيلها عند الاكتشاف وأفادت بالألقاب التي كان يحملها في حياته: الكاتب الملكي، والمشرف على جنود رب الأرضين، ومدير الخدم في أخت آتون.:15

## الهوية مع حورمحب
لا يزال من غير المؤكد ما إذا كان با أتن إم حب هو نفس الملك حورمحب في بداية مسيرته - قبل أن يتبنى اسمًا أكثر ملائمة لـ الإصلاحات الدينية الأتونية في زمن العمارنة - أو إذا كانوا شخصين منفصلين.
يعتبر أيدان دودسون وديان هيلتون أن هذه المعادلة ممكنة.:154 توبي ويلكينسون يتأمل حتى احتمال أن يكون با أتن إم حب قد غير اسمه مرتين: ولد باسم حورمحب ("حورس في عيد")، وغيره إلى با أتن إم حب في عهد إخناتون، ثم عاد إلى حورمحب بعد وفاة الملك.:211 بالمقابل، جادل نيكولاس جريمال بأنهما كانا شخصين مختلفين.:242